# Ненасильство

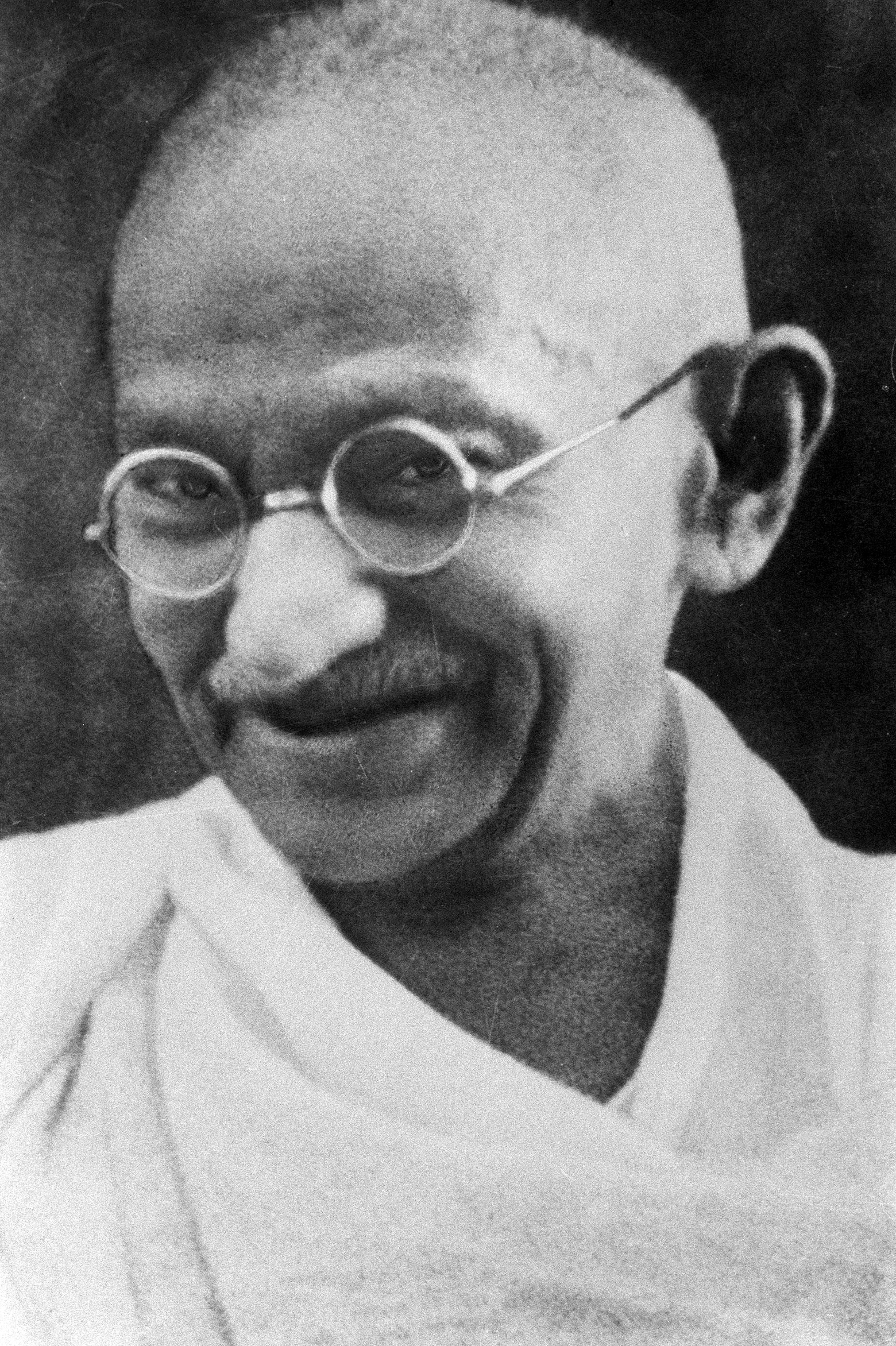
Махатма Ганді, ідеолог та практик ненасильства.

Ненаси́льство — філософія та стратегія зміни суспільства, яка відкидає застосування насильства. Ненасильство є альтернативою до пасивного сприйняття пригнічення та збройного йому протистояння. До методів ненасильного опору належать різні форми освіти та виховання, неспівробітництво, громадянська непокора, ненасильна пряма дія та комунікація через засоби масової інформації.
Прикладами сучасного застосування ненасильства є боротьба Махатми Ганді за незалежність Індії, Мартіна Лютера Кінга за громадянські права афроамериканців. Також політичні протестні акції, що мали великий суспільний резонанс, такі як Оксамитова революція в Чехословаччині та Помаранчева революція в Україні, були проведені без застосування насильства.
Філософію ненасильства пропагували відомі письменники Генрі Девід Торо та Лев Толстой.

## Підходи до ненасильства
Ненасильство може проявлятися як принципове релігійне, етичне, філософське переконання і як прагматична політична стратегія.

### Ненасильство в релігії
В християнстві ідеї ненасильства були сформульовані в Нагірній проповіді. Однією з проголошених у проповіді заповідей було: «Але хто вдарить тебе в праву щоку твою, підстав йому й другу» (Мт. 5:39).
В буддизмі та індуїзмі поняття ненасильства сходить до ідеї агімса, що означає «неспричинення шкоди живим істотам», протилежності насильству.
Слідом за використанням Махатмою Ганді поняття агімса як синоніма ненасильства таке розуміння утвердилося в сучасній європейській культурі.
Однак поняття агімса скрадають активний, діяльний аспект ненасильства, як його розумів М. Ганді, і він згодом розробив нове в індійській філософії поняття «сатьяграха» для вираження своїх поглядів на ненасильство.

### Ненасильство в політиці
Як спосіб громадянського впливу на суспільство та владу, стратегія боротьби, що веде до соціальних перетворень, ненасильство було реалізовано Махатмою Ганді в довготривалій боротьбі проти англійського правління в Індії.
Пізніше Мартін Лютер Кінг адаптував та пропагував філософію та методи Ганді для ненасильницької боротьби за громадянські права негрів в США.
Прихильники стратегії ненасильства вважають, що в основі будь-якої влади лежать співробітництво та слухняність громадян, і це справедливо для будь-яких політичних режимів і для будь-яких організацій, будь вони бюрократичними або мілітаризованими.
Внаслідок цього, стратегія ненасильства в масштабах суспільства буде націлена на зменшення влади правителів за рахунок зменшення громадянами співпраці з ними і делегітимації влади за рахунок явного вираження незгоди.
Опоненти стратегії ненасильства роблять акцент на прагненні опозиції до делегітимізації (демонізації) чинної влади. Зазвичай цей процес проводиться не в правовому полі, а в свідомості громадян. Тобто всі неприємності громадян (в їхній свідомості) зв'язуються з діями чинної влади (легітимна вона чи ні, особливого значення не має), підводячи до думки, що достатньо змінити чинну владу/режим і всі заживуть щасливо та вільно. Хоча після перевороту/революції так відбувається далеко не завжди.

## Ненасильство та пацифізм
Ненасильство часто пов'язується з пацифізмом та іноді використовується як його синонім.
Проте, між двома цими концепціями є помітне розходження.
Пацифізм концентрується на питаннях міждержавного насильства (війни), але не обов'язково має на меті соціальні або політичні зміни.
Ненасильство, як філософія соціального протесту, припускає наявність якоїсь соціальної чи політичної мети, стосовно до досягнення якої і висувається ідея ненасильства.